# 奥索里乌
奥索里乌是巴西南大河州的一个市镇。总面积663.267平方公里，总人口39294人，人口密度59.2人/平方公里。